# Nam Định (stad)
Nam Định is een stad in de Red River Delta in het noorden van Vietnam. Het is de hoofdstad van Nam Định provincie. De stad Nam Định ligt op 90 km ten zuidoosten van de hoofdstad van Vietnam, Hanoi. Van 18 tot 20 augustus wordt er elk jaar een festival gehouden in Nam Định genaamd de Co Trach. Deze viering eert generaal Trần Hưng Đạo, een 13e-eeuwse nationale held die Vietnamese troepen naar de overwinning leidde tegen de binnenvallende Mongolen.

## Districten
De provincie Nam Định bestaat uit Nam Định Stad en District 9:
- Giao Thủy
- Hải Hậu
- Mỹ Lộc
- Nam Trực
- Nghĩa Hưng
- Trực Ninh
- Vụ Bản
- Xuân Trường
- Ý Yên

## Topografie
Nam Định provincie kan worden onderverdeeld in 3 regio's: 
De laaggelegen deltagebied - Vụ Bản District, Ý Yên District, Nam Trực District, Trực Ninh District, Xuân Trường District. In deze regio is er veel landbouw en textielindustrie.
Het laagland kuststreek - Dit is de thuisbasis van wijken zoals, Giao Thủy, Hải Hậu, en Nghĩa Hưng. Nam Định's kustlijn is 72 km lang en heeft gunstige voordelen voor de veeteelt en de visserij. Hier is ook Xuân Thuy National Nature Reserve. 
De centrale regio - Hier is Nam Định gevestigd, het wordt ondersteund door middel van textiel en kleding industrie, de mechanische en de verwerkende industrie, en traditionele ambachten. Samen met een grote dienstensector, is er een groeiende professionele sector. Nam Định staat centraal is de Vietnamese groeiende textiel en handels poorten naar het zuiden via de Red River Delta. 

## Klimaat
Net als de meeste andere provincies in de regio Noord-Delta, heeft Nam Định een vochtig subtropisch klimaat. Het gemiddelde jaarlijkse temperatuur is tussen 23-24 ° C. De koudste maanden zijn december en januari, met gemiddelde temperaturen tussen 16-17 ° C, de warmste maand is juli, met temperaturen boven de 29 ° C. De gemiddelde jaarlijkse neerslag ligt tussen de 1750 en 1800mm. Het jaar is verdeeld in twee verschillende seizoenen: regenseizoen(van mei tot oktober), en het niet-regenseizoen (van november tot februari). Het aantal uren zonlicht per jaar is gemiddeld 1650-1700 uur. De gemiddelde relatieve vochtigheid bedraagt 80-85%. Bovendien omdat Nam Định naast de Golf van Tonkin ligt, wordt het regelmatig (4-6 keer/jaar) getroffen door tropische stormen en moessons.

## Economie
In 2000 was het geschatte provinciale BBP 303.604.00 EUR (8.470.945.344 VND). In 2005 was de economie structuur als volgt: landbouw-bosbouw-visserij 41%, diensten 38%, industrie en bouw 21,5%.

### Industriële zones
- Hòa Xa Industriële Zone: Gelegen in Nam Định met een totale oppervlakte van 3.27 km². Een totale investering van ongeveer 15.008.000.000 EUR (375.200.000.000.000 VND), met ca. 86 investeringsprojecten.
- Mỹ Trung Industrieel Park: Gelegen in het mỹ Lọc District en Lọc Hạ Ward, in de stad van Nam Định, grenzend aan de Nationale snelweg 10. Dit gebied is nog in ontwikkeling, met een totale oppervlakte van 1.5 km², maar kan nog uitbreiden naar 1.9km². De totale verwachte investering bedraagt ongeveer 12.280.000 EUR - 14.403.000 EUR (350 - 400.000.000.000 VND).
- Thành An Industrieel Park: Gelegen in het koloniale deel van Nam Định en Tân Thành - Vu Bảh. Thành An Industrieel Park grenst met de Nationale snelweg 10 en verbindt de Nationale snelweg 10 met 21, die leidt naar de haven van Hải Thịnh en andere zuidelijke districten van de provincie. Thành An industrieterrein kan uitbreiden tot en met 1,5km². De totale investering voor Thành An is ongeveer 14.403.000 EUR - 16.374.000 EUR (400-458.000.000.000 VND).
- Bảo Minh Industrieel Park: behoort tot het district Vụ Bản - Nam Định. het ligt ten zuiden van de Nationale snelweg 10 en ligt ca. 10 km van Nam Định af. Bảo Minh Industrieel Park is 2km² groot en heeft een totale investering van 12.280.000 EUR - 16.374.000 EUR (343-458.000.000.000 VND).
- Hồng Tiến Industrieel Park: Gelegen op 25 km van Nam Định, in District Ý Yên. Het ligt naast de Nationale snelweg 10, 6 km van Binh Bình (wat dicht bij de Ninh Phúc haven ligt) , en ook langs de Noord-Zuid Nationaal spoorweg. De totale oppervlakte van Hồng Tiến is ongeveer 2,5km². Dit industrieel park was eerst opgericht als een investering in infrastructuur voor Vietnamese aardolie bedrijven.
- Ninh Cơ Industrieel Park: Gelegen aan de Ninh Cơ-rivier. Het is ca.. 5 km² groot, dat bestaat onder andere uit: havens, scheepsbouw, industriële engineering, import / export processing en transporteren en toeristische diensten langs de rivier. Ninh Cơ Industrieel Park wordt beheerd door VINASHIN scheepsbouw bedrijf.

## Cultuur en samenleving

### Onderwijs
De Nam Định provincie is bekend in Vietnam om zijn traditionele onderwijssysteem en scholen. Lê Hồng Phong middelbare School is een van de hoogst gerangschikte middelbare scholen in heel Vietnam. Andere top scholen in Nam Định zijn Giao Thủy A middelbare School, Trần Hưng Đạo middelbare School, Nguyễn Khuyến middelbare School, en Hải Hậu A middelbare school, deze stonden allemaal in de top 200 van Vietnamese scholen (National High School Standards - 2003). Nam Định had 16 scholen in de top 200 (vanaf 2003), momenteel heeft Nam Định 5 scholen in de Vietnamese top 100 voor scholen van 2009. Nam Định heeft 4 universiteiten.

### Sport
Nam Định heeft twee sportfaciliteiten, Thiên Trường Stadion (voorheen Cuối Stadion) en Trần Quốc Toản Indoor Stadion, hier wordt voetbal en volleybal wedstrijden gespeeld. Beide sportcentra liggen op Hùng Vương Straat in de stad van Nam Định. 
Hà Nam Ninh was de National voetbal kampioen in 1985 met sterspeler Nguyễn Văn Dũng. In 2001, won Nam Định de tweede plaats in het NK, ze verloren van  Binh Dinh F.C.. In 2007, veranderde de voetbalploeg Nam Định haar naam naar Đạm Phú Mỹ Nam Định en won zijn eerste Nationale Beker onder de nieuwe naam. In 2009 veranderde de ploeg zijn naam opnieuw, deze keer naar Megastar Nam Dinh F.C. en faalde erin om op V-League op 1ste niveau te spelen in 2010 
middelbare school

## Stedenband
- Prato